# 赤穂市立原小学校
赤穂市立原小学校（あこうしりつ はらしょうがっこう）は、兵庫県赤穂市有年原にある公立小学校。

## 概要
1873年（明治6年）原村の三宅氏宅に時習校を開設。1875年（明治8年）に改称した鉄水小学校が前身となるが、1955年（昭和30年）4月1日、小学校が所在する有年村が赤穂市に編入されたことにより赤穂市立原小学校となった。小学校は、兵庫県西部（西播磨地区）赤穂市の北部で、赤穂市街地から北に約15キロメートル、車で約25分の位置にあり、西方向650メートルに二級水系の千種川と国道373号、南方向300メートルには、矢野川や国道2号が走り、JR山陽本線有年駅（うね）がある。200メートル前後の山に囲まれ、千種川を挟んで東西に長い平野となっており、近世の西国街道が通っている自然豊かな環境の中にある。小学校付近の標高は20メートル。児童数は、2020年5月1日現在で47人。

### 食育活動
学校では、以前から近所の田んぼを借り「ありなし農園」、古代米「みどり米」（もち米）、さつまいも、大豆を栽培している。地域ボランティアの協力のもと、もちつき、しめ縄作り、とうふ作り、味噌作りにも取組んでいる。2009年度（平成21年度）には、農林水産省近畿農政局の五感体験型食育実践支援（全国で11校）の体験型食育活動のモデル校となり活動を行った。

## 沿革
- 1873年 - 原村、三宅氏宅に時習校を開設
- 1875年 - 鉄水小学校と改称
- 1885年 - 赤穂郡第二番学区八洞小学校の分校となり初等科を置く
- 1887年 - 赤穂郡第十五番学区東有年簡易小学校と改称
- 1889年 - 東有年に尋常小学校を、原に簡易小学校を設ける
- 1901年 - 原簡易小学校を廃し、尋常小学校と改称
- 1913年 - 原村字原より原村字田中に新校舎建設移転
- 1918年 - 有年村立実業補習学校原分校を併置
- 1941年 - 原国民学校と改称
- 1943年 - 有年村外3か村組合青年学校を併設
- 1944年 - 青年学校を有年村横尾に移転
- 1947年 - 有年村立原小学校と改称
- 1955年 - 赤穂市立原小学校と改称
- 1957年 - 原小学校新校舎落成
- 1988年4月 - 新校舎竣工
- 1992年 - 有年楢原地区を原小学校に編入。通学区域を原・牟礼・横尾・楢原と定める
- 2009年1月 - 体育館耐震補強工事が完了

## 教育目標
夢や志を抱き、自ら道を切り拓いていく児童の育成

## 学校行事
| - 4月 始業式、入学式、参観日、遠足 - 5月 - 6月 運動会、田植え | - 7月 原っ子フェスティバル、終業式 - 8月 - 9月 始業式、修学旅行、自然学校 | - 10月 ふれあい音楽会 - 11月 収穫祭 - 12月 マラソン大会、終業式 | - 1月 始業式 - 2月 - 3月 卒業式、修了式 |

## 通学区域
- 有年牟礼、有年横尾、有年原及び有年楢原

## 進学先中学校
- 卒業生の大半は赤穂市立有年中学校へ進学する。

## 校区内の主な施設
- 赤穂市立原幼稚園
- 赤穂市立有年考古館
- 有年郵便局
- JR西日本 山陽本線 有年駅

## 交通
JR西日本山陽本線有年駅から北に1.2キロメートル、徒歩約15分

## 通学区域が隣接している学校
- 赤穂市立有年小学校
- 赤穂市立高雄小学校
- 相生市立若狭野小学校
- 上郡町立高田小学校
- 上郡町立山野里小学校